# Autobús guiado

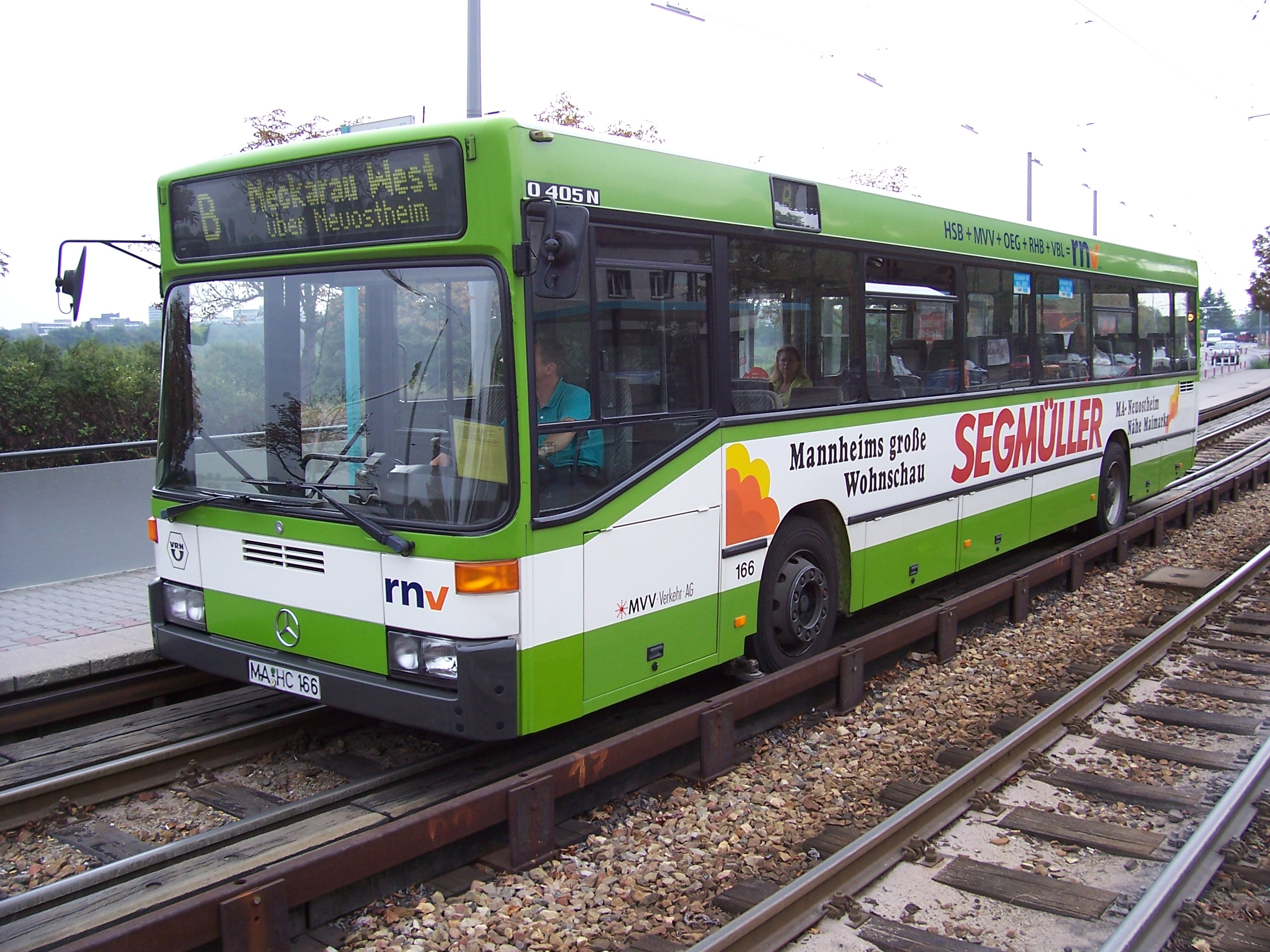
Autobús guiado en Alemania.

Los autobuses guiados son autobuses manejados en parte o totalmente de manera externa, generalmente en una vía dedicada, o por un sistema de carril de guía. Estas vías, que suelen ir paralelas con otros caminos, evitan el tráfico, permitiendo mantener horarios más confiables en zonas de alto tránsito, incluso en horas pico.
Los sistemas de guía pueden ser físicos o remotos.

## La dirección óptica

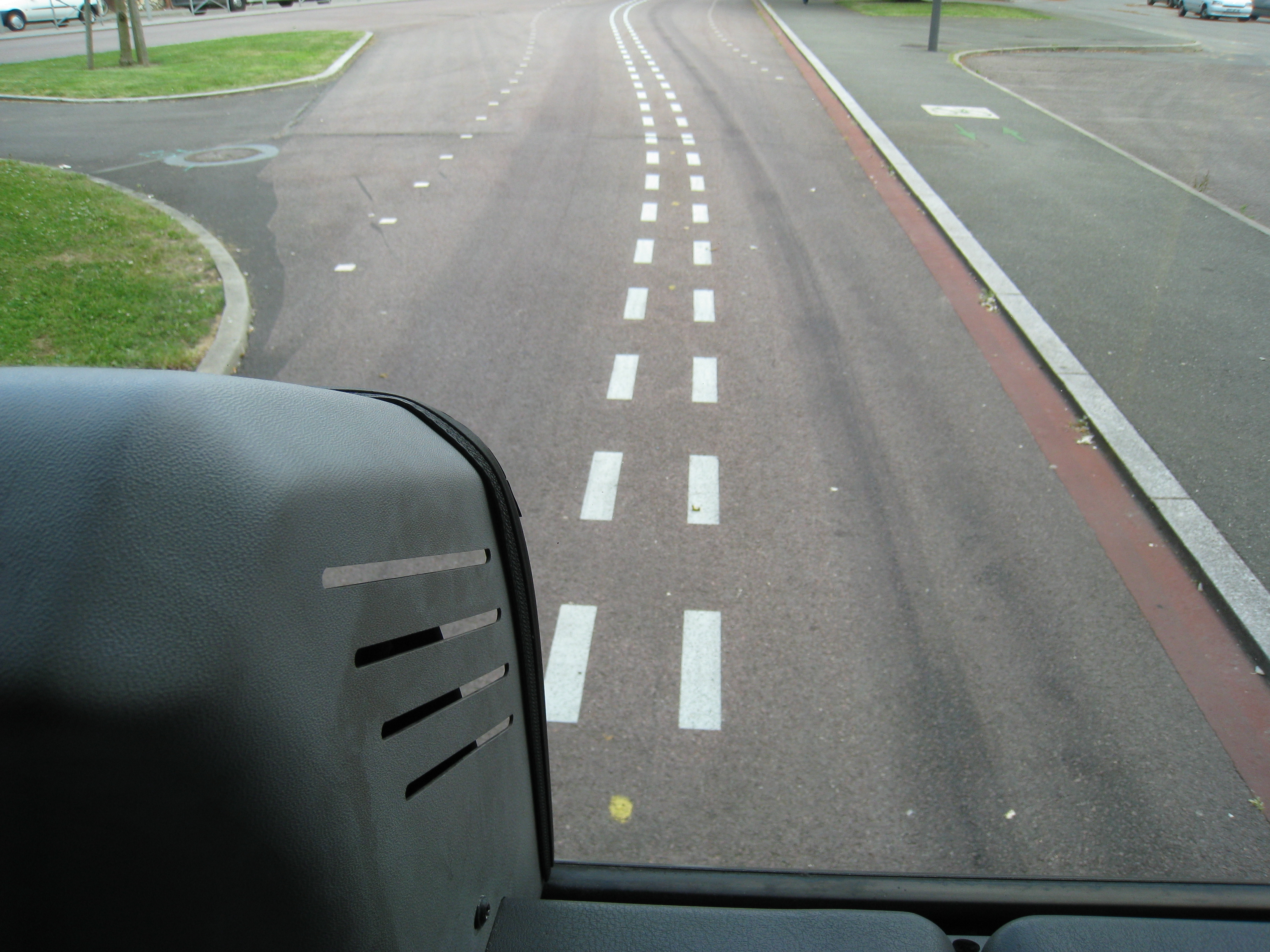
Un dispositivo de la dirección óptica en el autobús de TEOR en Ruan.

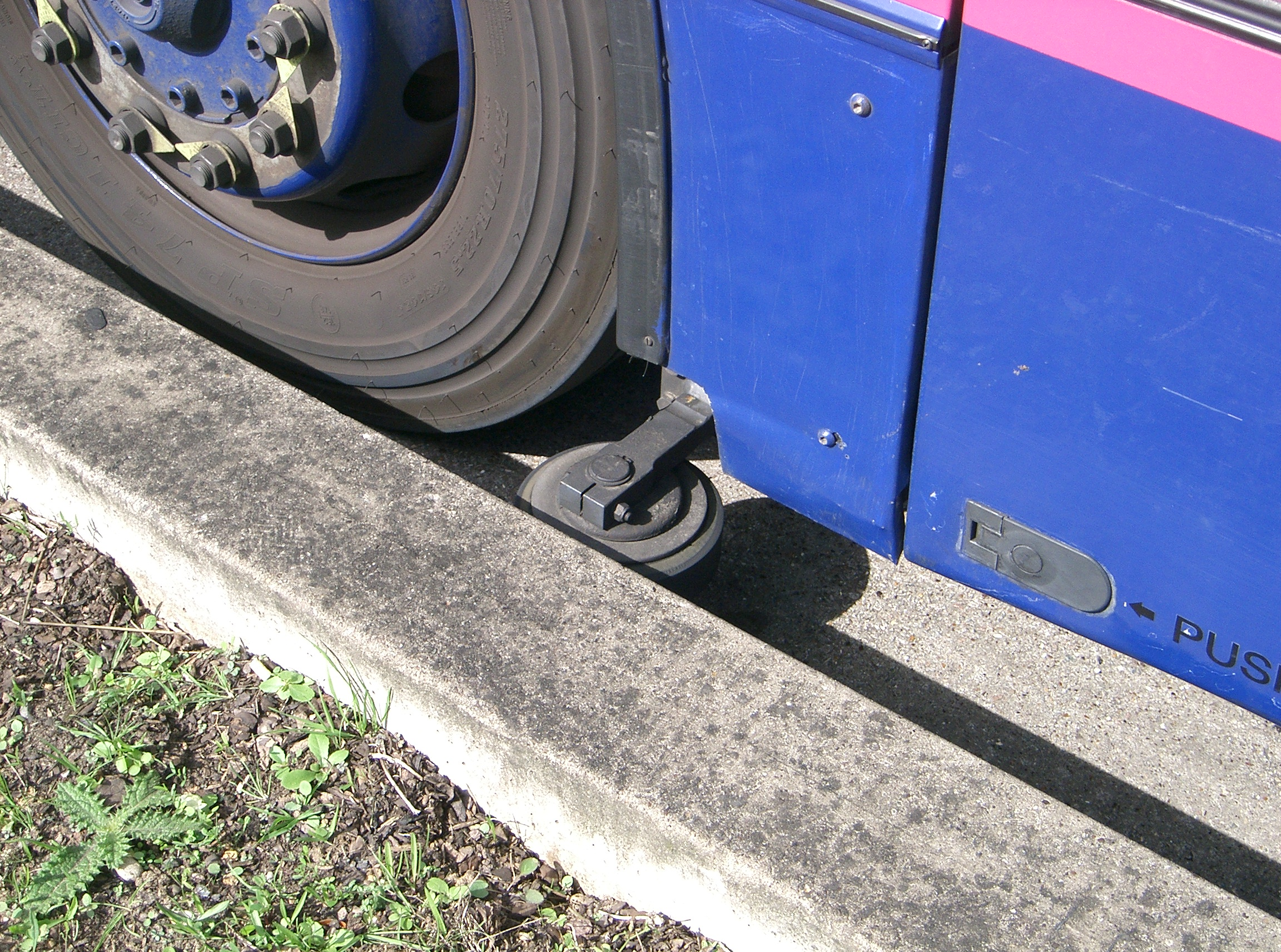
Primer plano de una guía volante en un autobús en Suffolk, Inglaterra.

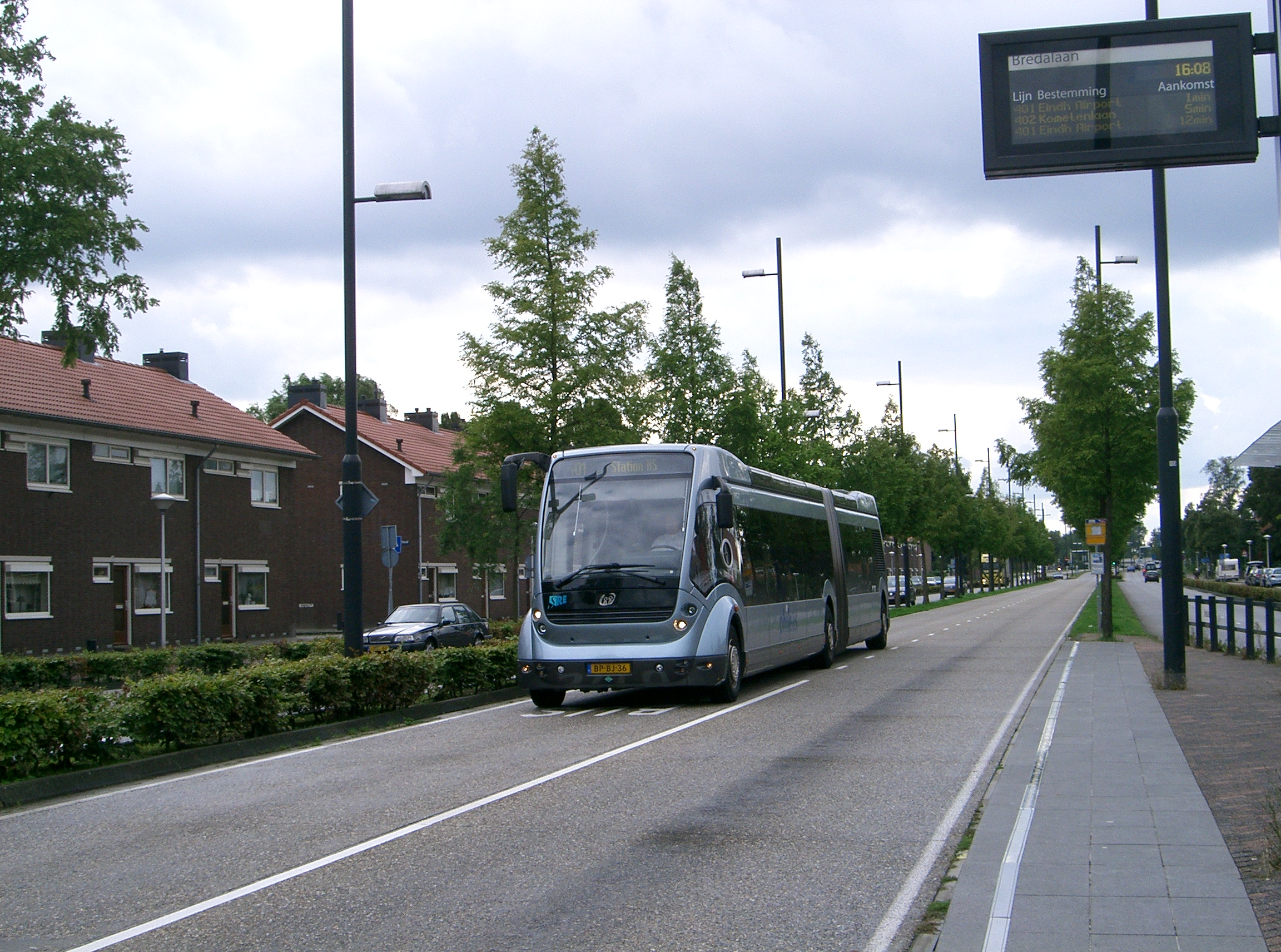
Autobús de Tránsito Rápido en carriles reservados con sistema de «orientación óptica» en Eindhoven (Países Bajos).

La dirección óptica está basada sobre los principios de proceso de imágenes. Una cámara fotográfica situada delante del vehículo escanea las fajas pintadas en el suelo que representan la trayectoria de referencia. Las señales obtenidas por la cámara fotográfica se envían al ordenador de a bordo que las compila con los parámetros dinámicos del vehículo (la velocidad, el ángulo del viraje, el ángulo de las ruedas…). Así, el ordenador transmite comandos al motor de la dirección asistida del vehículo para controlar su trayectoria conforme a la de referencia.
La dirección óptica es el medio adaptado para alcanzar los resultados de un tranvía con la ventaja de una instalación rápida y económica. De hecho, la dirección óptica permite a los autobuses tener capacidades de aparcamiento con una precisión tan eficiente como la de tranvías y reducir tiempos de detención. 
También, la dirección óptica permite conducir el vehículo al más cercano de la plataforma según una trayectoria exacta y confiable. La distancia entre los pasos de la puerta y la plataforma se optimiza para no exceder las dos pulgadas. El acceso al vehículo es entonces pie-nivel y la rampa móvil para la gente con dificultades de la movilidad llega a ser inútil. 
En Francia, el sistema de orientación óptica Optiguide, un dispositivo de dirección óptica desarrollado por Siemens Transportation Systems SAS, ha estado en servicio desde 2001 en la red de transporte de Ruan (Francia). Optiguide también se ha empleado en los trolebuses en Castellón (España) desde junio de 2008 y estará en servicio en los autobuses de las ciudades de Nîmes (Francia) y Bolonia (Italia).
Además, Optiguide es adaptable a todo tipo de autobuses, cualquiera sea su longitud: 40 pies, 60 pies y 80 pies y que su motor sea diésel, híbrido o eléctrico.

## Sistemas de guía
|  |  |  |  |